# Prunus leucophylla
Prunus leucophylla är en rosväxtart som beskrevs av Blatter. Prunus leucophylla ingår i släktet prunusar, och familjen rosväxter. Inga underarter finns listade i Catalogue of Life.